# تجمع الضبط والرقمة (العبر)

تعديل مصدري - تعديل

تجمع الضبط والرقمة هو "تجمع بدوي" في عزلة العبر بمديرية العبر التابعة لمحافظة حضرموت، بلغ تعداد سكانها 22 نسمة حسب تعداد اليمن لعام 2004.